# Cocked & Re-Loaded
Cocked & Re-Loaded è il settimo album degli L.A. Guns, uscito il 1º agosto 2000 per l'Etichetta Cleopatra/Deadline Records.

## Tracce
1. Letting Go – 4:54 (Cripps, Guns, Lewis, Nickels, Riley)
2. Slap in the Face – 4:13 (Cripps, Guns, Lewis, Nickels, Riley)
3. Rip and Tear – 4:06 (Cripps, Guns, Lewis, Nickels, Riley)
4. Sleazy Come Easy Go – 4:09 (Cripps, Guns, Lewis, Nickels, Riley)
5. Never Enough – 5:54 (Cripps, Guns, Lewis, Nickels, Riley, Tripp)
6. Malaria – 5:17 (Cripps, Guns, Lewis, Nickels, Riley)
7. The Ballad of Jayne – 6:38 (Cripps, Guns, Lewis, Nickels, Riley)
8. Magdalaine – 3:39 (Cripps, Guns, Lewis, Nickels, Riley)
9. Give a Little – 1:32 (Cripps, Guns, Lewis, Nickels, Riley)
10. I'm Addicted – 3:36 (Cripps, Guns, Lewis, Nickels, Riley)
11. 17 Crash – 3:17 (Cripps, Guns, Lewis, Nickels, Riley)
12. Showdown (Riot on Sunset) – 4:56 (Cripps, Guns, Lewis, Nickels, Riley)
13. Wheels of Fire – 3:38 (Cripps, Guns, Lewis, Nickels, Riley)
14. I Wanna Be Your Man – 3:55 (Cripps, Guns, Lewis, Nickels, Riley)
15. Rip and Tear (Spahn Ranch Remix) – 3:54 (Cripps, Guns, Lewis, Nickels, Riley)

## Formazione
- Philip Lewis - voce
- Tracii Guns - chitarra
- Mick Cripps - chitarra, tastiere
- Kelly Nickels - basso
- Steve Riley- batteria